# Take Up Thy Stethoscope and Walk
Take Up Thy Stethoscope and Walk (englisch für „Nimm dein Stethoskop und geh“) ist ein psychedelischer Rock-Song der britischen Gruppe Pink Floyd. Er erschien 1967 auf ihrem ersten Studioalbum The Piper at the Gates of Dawn. Es handelt sich dabei um den ersten Song aus der Feder von Roger Waters, dem Bassisten und späteren Bandleader von Pink Floyd. Der Song handelt von einem bettlägerigen Patienten, der zu seinem Arzt spricht und über Schmerzen klagt. Der Titel ist an eine Textstelle aus dem Johannesevangelium angelehnt, wo Jesus einen Invaliden heilt: „Da sagte Jesus zu ihm: Steh auf, nimm deine Bahre und geh!“ (englisch: Jesus saith, Rise, take up thy bed, and walk).
Die amerikanische Hardcore-Punk-Band At the Drive-In coverte den Song auf ihrem 2005 erschienenen Album This Station Is Non-Operational.

## Besetzung
- Syd Barrett – Gesang, Gitarre
- Roger Waters – Gesang, Bass
- Richard Wright – Orgel
- Nick Mason – Schlagzeug